# Tipula seticornis
Tipula seticornis är en tvåvingeart som beskrevs av Pierre Justin Marie Macquart 1846.
Tipula seticornis ingår i släktet Tipula och familjen storharkrankar. Inga underarter finns listade i Catalogue of Life.